# Rheinisches Warmblut
Das Rheinische Warmblut ist eine ehemalige deutsche Warmblut-Pferderasse, die 2014 im Hannoveraner aufgegangen ist.

Hintergrundinformationen zur Pferdebewertung und -zucht finden sich unter: Exterieur, Interieur und Pferdezucht.

## Exterieur
Das Rheinische Warmblut, auch Rheinländer genannt, ist ein Warmblüter im Typ des deutschen Reitpferdes. Merkmale sind ein leichtes Genick, ein langer Rist, stabiler Rücken, tiefer mittelbreiter Rumpf sowie eine kräftige leicht abfallende Leistungskruppe und ein tiefer Schweifansatz. Außerdem besitzen sie harte Extremitäten und keinen Behang. Es gibt sie in allen Grundfarben und ihr Stockmaß beträgt etwa 160 bis 170 cm.

## Interieur
Das Rheinische Warmblut ist ein Pferd mittelalterlichen Typs mit guter Mechanik und schwungvollen, raumgreifenden Grundgangarten. Es besitzt ebenfalls ein gutes Springvermögen und ist so als Sportpferd für alle Sparten geeignet.

## Geschichte
Das Rheinland war lange Zeit das Hauptzuchtgebiet des Rheinisch-Deutschen Kaltbluts. Erst nach dem Zweiten Weltkrieg wurde nach dem Beispiel anderer Bundesländer eine eigene Warmblutzucht aufgebaut. Die Zucht begründet vor allem auf Stuten aus Westfalen sowie Pferden aus der hannoverschen Zucht und Trakehner. Die Zucht wurde durch starken Einsatz von ostpreußischen Hengsten vereinheitlicht. Später wurden Hengste hannoversch-westfälischer Abstammung bevorzugt. Heute werden auch Holsteiner und Vollblüter eingesetzt. Seit 2014 wird das Stutbuch gemeinsam mit dem Deutschen Sportpferd geführt.

### Zuchtorganisation
Der rheinische Pferdezuchtverband hat seinen Sitz im Schloss Wickrath
in Mönchengladbach-Wickrath. Hier wird das Stutbuch geführt.
Die Betreuung der Züchter geschieht in der Praxis über die örtlichen Kreispferdezuchtvereine, die in Kooperation mit Pferdestammbuch arbeiten, und die Stuten- und Fohleneintragungen organisieren.